# Сульфид гольмия
Сульфид гольмия — бинарное неорганическое соединение
гольмия и серы
с формулой HoS,
кристаллы.

## Получение
- Нагревание стехиометрических количеств чистых веществ в инертной атмосфере:

{\displaystyle {\mathsf {Ho+S\ {\xrightarrow {T}}\ HoS}}}

## Физические свойства
Сульфид гольмия образует кристаллы
кубической сингонии, пространственная группа F m3m, параметры ячейки a = 0,5465 нм, Z = 4,
структура типа хлорида натрия NaCl
.